# Vasil Levski, Silistra
Vasil Levski (în bulgară Васил Левски, în română Pândâcli) este un sat în comuna Alfatar, regiunea Silistra, Dobrogea de Sud, Bulgaria. 
Între anii 1913-1940 a făcut parte din plasa Curtbunar a județului Durostor, România.

## Demografie
Componența etnică a satului Vasil Levski
     Turci (7,95%)
     Bulgari (92,04%)
     Nicio identificare (0%)
     Altele (0%)
La recensământul din 2011, populația satului Vasil Levski era de 88 locuitori. Din punct de vedere etnic, majoritatea locuitorilor (92,04%) erau bulgari, cu o minoritate de turci (7,95%). Pentru 0% din locuitori nu este cunoscută apartenența etnică.